# Jacob Cuyp
Jacob Gerritsz Cuyp, o Jacob Gerritz. Cuyp (Dordrecht, dicembre 1594 – 1652), è stato un pittore e illustratore olandese.

## Biografia
Figlio del vetraio Gerrit Gerritsz. Cuyp, nel 1617 entrò a far parte della gilda dei pittori e nell'anno successivo si sposò con una donna di Utrecht. Fu allievo del pittore Abraham Bloemaert e molte influenze della sua scuola sono dimostrabili nella sua opera. Nel 1625 lavorò temporaneamente ad Amsterdam. Successivamente Jacob diventò diacono e quindi presbitero presso il comune vallone di Dordrecht. Nel 1637 diresse la Sint-Lucasgilde. Dal 1742 diresse una propria scuola d'arte.
Insegnò al fratellastro Benjamin (1612 - 1652) e al proprio figlio Aelbert Cuyp (1620 - 1691) a dipingere. In seguito padre e figlio dipinsero anche insieme. 
Un altro suo famoso allievo fu Ferdinand Bol. 

## Musei
Opere di Jacob Cuyp si trovano nei seguenti musei e collezioni:
- Museo di Palazzo Venezia a Roma
- Museo dell'Ermitage a San Pietroburgo
- National Gallery of Australia a Canberra
- Harvard University Art Museums nel Massachusetts
- Musée Ingres-Bourdelle a Montauban
- Israel Museum a Gerusalemme
- Dordrechts Museum a Dordrecht

## Stile pittorico
I lavori di Jacob appartengono allo stile pittorico barocco. Egli fa anche parte dei vecchi Maestri olandesi del XVII secolo. Ha dipinto numerosi ritratti, tra i quali molti ritratti di bambini. Ha inoltre dipinto anche molti quadri a soggetto storico, nature morte e di pittura di genere.
Per lungo tempo è stato considerato soprattutto in quanto padre del famoso Aelbert Cuyp, ma oggigiorno è più considerato per i propri meriti.